# کامیننا ستروگا
کامیننا ستروگا (به لهستانی:  Kamienna Struga) یک روستا در لهستان است که در گمینا کروکلانکی واقع شده‌است.